# Ludwig Vogelstein
Ludwig Vogelstein (geboren 3. Februar 1871 in Pilsen, Österreich-Ungarn; gestorben 23. September 1934 in New York) war ein Industrieller und Philanthrop (engagiert u. a. in der Good Will Union in Amerika).

## Leben
Ludwig Vogelstein war der zweite Sohn von Heinemann Vogelstein und Bruder von Hermann und Theodor Vogelstein sowie von Julie Braun-Vogelstein. 1896 zog er als Vertreter der Metallfirma Aaron Hirsch & Sohn aus Halberstadt in die USA. Später gründete er sein eigenes sehr erfolgreiches Metallunternehmen. 
Er war ein entschiedener Befürworter und Führungsfigur des Reformjudentums, ein Gegner des Zionismus und aktiv im jüdischen Gemeindeleben. Unter anderem war er Vizepräsident der World Union for Progressive Judaism.